# Bartlett Sher
Bartlett Sher (San Francisco, 27 marzo 1959) è un regista teatrale e direttore artistico statunitense, noto soprattutto per le sue regie di drammi e musical a Broadway.

## Biografia
Ha studiato al College of the Holy Cross, prima di diventare regista residente al Lincoln Center di New York. Particolarmente apprezzate sono state le sue regie dei musical The Light in the Piazza (2006), South Pacific (2008), The King and I (2015) e My Fair Lady (2018), tutte e tre premiate con una candidatura al Tony Award alla miglior regia di un musical e con una vittoria nel 2008 per South Pacific. È anche un apprezzato regista di opere di prose e ha ricevuto altre cinque nomination ai Tony Award al miglior regista di un'opera teatrale per Awake and Sing! (2006), Joe Turner's Come and Gone (2009), Golden Boy (2013), Oslo (2017) e Il buio oltre la siepe (2018). Ha anche curato la regia di diverse opere per la Metropolitan Opera House, tra cui Il barbiere di Siviglia (2007), I racconti di Hoffmann (2009), L'elisir d'amore (2012) e Romeo e Giulietta (2017).
È sposato con l'attrice Kristin Flanders e la coppia ha avuto due figli.

## Filmografia

### Televisione
- Oslo – film TV (2021)